# Choerotricha atrosquamata
Choerotricha atrosquamata är en fjärilsart som beskrevs av Walker 1866. Choerotricha atrosquamata ingår i släktet Choerotricha och familjen tofsspinnare. Inga underarter finns listade i Catalogue of Life.